# Jiliște, Vrancea
Jiliște este un sat în comuna Slobozia Ciorăști din județul Vrancea, Muntenia, România.

## Monumente
- Bustul lui Ion Vodă, din bronz, autor Marius Butunoiu, a fost înălțat la 20 aprilie 1957 cu prilejul sărbătoririi a 400 de ani de la o bătălie dată pe aceste locuri. Monumentul este omagiul pe care românii îl aduc domnitorului Moldovei, care a obținut în anul 1574 o strălucită victorie împotriva oștirii otomane.[1].